# كلوروسيكليزين
كلوروسيكليزين (بالإنجليزية: Chlorcyclizine)‏ هو دواء يُستعمل في علاج:
- تقيؤ[7]
- داء الحركة[7]
- حساسية الأنف (منذ 15 يناير 2013)[8]